# エスカレーターガール
エスカレーターガールは百貨店でエスカレーターの脇に立ち、館内の案内や利用者がエスカレーターを安全に利用する補助などを行う女性である。

## 概要
かつて、日本の百貨店のエスカレーターの脇には「いらっしゃいませ」「手すりをお持ちくださいませ」といった言葉と共に笑顔でお辞儀をする若い女性の姿が多くみられた。このような女性はエスカレーターガールと呼ばれ、手すりの掃除やエスカレーターに不慣れな高齢者や子供の補助、館内の案内も行っていた。当時の百貨店の新人女性スタッフは、まずエスカレーターガール、次にエレベーターガールの仕事を任され、それらの仕事で経験を積んで館内の様々な案内ができるようになってから受付での仕事が任された。
エスカレーターガールの歴史は古く、エレベーターガールの登場とほぼ同時期の1931年（昭和6年）に東京市が発行した『婦人職業戦線の展望』には既にエスカレーターガールの呼称が用いられている。
1960年代まではほとんどの百貨店で見ることのできたエスカレーターガールであるが、労働力不足などの理由から1970年代頃からはあまり見られなくなった。過渡期にはエスカレーターガールをマネキン人形と録音テープに置き換えた百貨店もあり、中には利用者が階段を踏むとお辞儀をするからくりを備えたものも存在した。
2008年（平成20年）10月、小田急百貨店新宿店では改装オープンを記念して5日間限定で40年ぶりとなるエスカレーターガールが復活した。